# Kanton Huelgoat
Kanton Huelgoat (fr. Canton d'Huelgoat) je francouzský kanton v departementu Finistère v regionu Bretaň. Skládá se z osmi obcí.

## Obce kantonu
- Berrien
- Bolazec
- Botmeur
- La Feuillée
- Huelgoat
- Locmaria-Berrien
- Plouyé
- Scrignac